# Венглінець
Венглінець (пол. Węgliniec, нім. Kohlfurt) — місто в південно-західній Польщі.
Належить до Згожелецького повіту Нижньосілезького воєводства.

## Демографія
Демографічна структура станом на 31 березня 2011 року:
|          | Загалом | Допрацездатний вік | Працездатний вік | Постпрацездатний вік |
| -------- | ------- | ------------------ | ---------------- | -------------------- |
| Чоловіки | 143     | 25                 | 102              | 16                   |
| Жінки    | 171     | 34                 | 102              | 35                   |
| Разом    | 314     | 59                 | 204              | 51                   |